# Em là tôi
Em là tôi (tiếng Litva: Aš esi tu) là một bộ phim tình cảm lãng mạn của đạo diễn Kristijonas Vildžiūnas.

## Diễn viên
- Saulius Bagaliunas... thợ rừng
- Andrius Bialobzeskis... Baronas
- Daiva Jovaisiene
- Jurga Jutaite... Dominyka
- Renata Veberyte Loman
- Mykolas Vildziunas

## Ê-kíp
- Âm thanh: Jochen Engelke, Wolfgang Herold, Manuel Karakas, Max Wanko
- Quay phim: Linas Dikcius, Vitalijus Kiselius, Linas Zilys

## Vinh danh
- Liên hoan phim Cannes (2006)